# Puerto de Shanghái
El puerto de Shanghái es un puerto marítimo situado en el municipio de Shanghái, está compuesto por un puerto marítimo y un puerto fluvial. 
En 2010, el puerto de Shanghái sobrepasó al puerto de Singapur convirtiéndose en el puerto de mayor tráfico de contenedores del mundo con 29.05 millones de TEU manejados, mientras que el puerto de Singapur se quedó a medio millón de TEU's por detrás. En 2022 el puerto movia 47,3 millones de contenedores.

## Geografía
El puerto de Shanghái se sitúa frente al mar de China al este y a la bahía de Hangzhou al sur. Incluye las desembocaduras del río Yangtze, el río Huangpu (que se adentra en el río Yangtze) y el río Qiantang.

## Administración
El puerto de Shanghái es administrado por el grupo Shanghai International Port Group (SIPG) que sustituyó a la Autoridad del Puerto de Shanghái en 2003. La empresa 'Shanghai International Port Company Limited' es una empresa pública de la que el Gobierno Municipal de Shanghái posee el 44.23 % de sus acciones.

## Historia

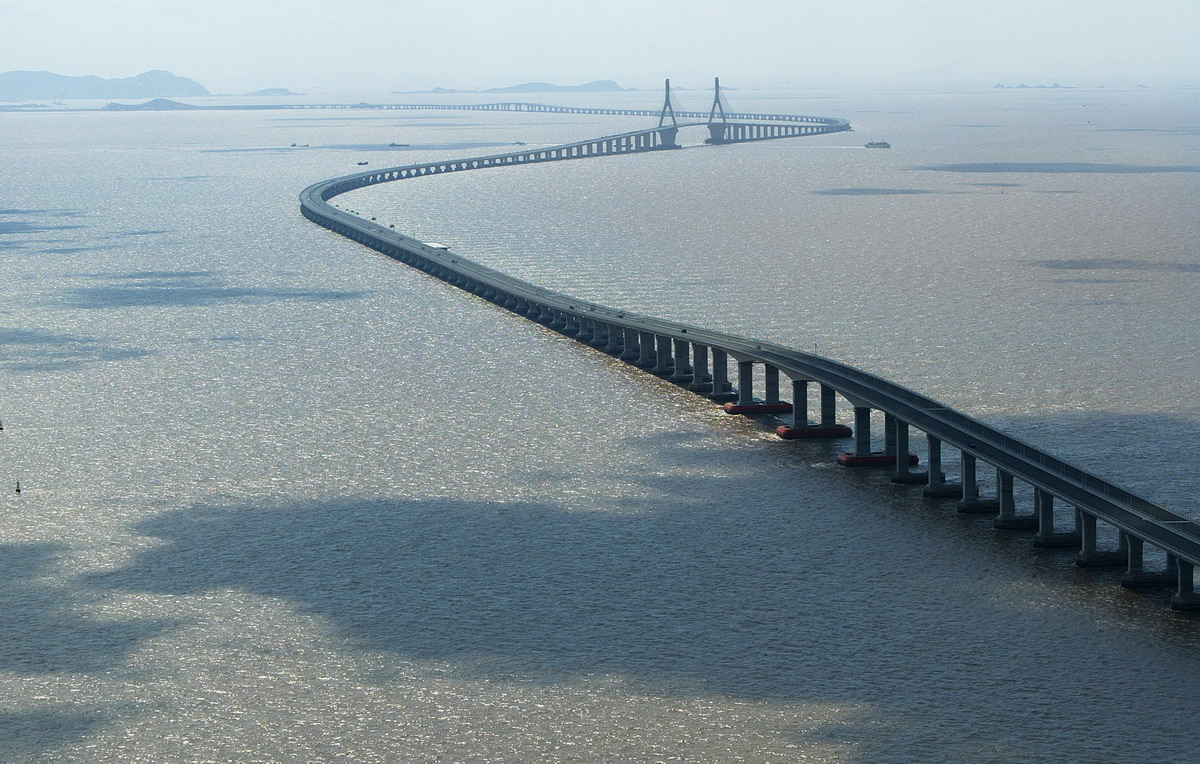
Puente Donghai

La historia del puerto de Shanghái transcurre paralelamente al de la ciudad homónima. Aunque existen evidencias de asentamientos desde el 5000 a.C., será a partir de la dinastía Han y, especialmente, durante los siglos V y VII de nuestra era, cuando Shanghái se convierta en un pequeño pueblo pesquero y productor de sal, llegando a necesitar una ampliación del rompeolas en el año 1172. Sin embargo no será hasta el siglo XII, convertida ya en un importante centro algodonero, cuando la ciudad adquiera el estatus de ciudad. En estas primeras etapas, el puerto de Shanghái estaba localizado en la desembocadura del río Wusong en el río Huangpu.
La dinastía Ming (1368–1644) supuso un gran avance para la ciudad de Shanghái, quienes se encargaron de dragar el río Huangpu para mejorar el puerto existente e ir trasladándolo a lo largo del río Huangpu hasta la localización actual. Además le dotaron de una muralla alrededor de la ciudad para frenar el ataque de los Wokou, los piratas japoneses.
La dinastía Qing (1644-1912) será la encargada de encumbrar al puerto de Shanghái como el más importante de la región del Yangtzé debido a dos factores: en primer lugar al permiso de aceptar buques oceánicos y tener el control exclusivo de las aduanas para el comercio exterior de la provincia de Jiangsu.
En 1842 empieza la historia del puerto tal y como lo conocemos hasta ahora, ya que fue en ese año cuando se firmó el Tratado de Nankín, el cual finalizó la Primera Guerra del Opio (1839-1842) entre China y el Imperio Británico. Consecuencia de este tratado, además de otras muchas cosas y, entre ellas, la famosa cesión de la isla de Hong Kong, el gobierno chino estaba obligado a la apertura al comercio internacional de cinco puertos, entre ellos Shanghái. La entrada de potencias europeas y americanas (Francia, Estados Unidos y el Imperio Británico) fomentó el desarrollo del puerto, llegando a convertirse, a principios del siglo XX, en el mayor puerto del Lejano Oriente.
La rebelión de Taiping (1850-1864), reconocida como el mayor enfrentamiento armado hasta la segunda guerra mundial, tuvo efectos devastadores en la ciudad de Shanghái. Sin embargo, la zona ocupada por los extranjeros, en ella se encontraba el puerto, apenas fue tocada.
Entre los años 1860 y 1895, todo China sufrió un proceso de modernización y desarrollo del cual se benefició el puerto de Shanghái, pero se vio paralizado por la guerra contra Japón y la posterior caída de la dinastía Qing (1911), comenzó un periodo de inestabilidad económica y social. 
Tras la Batalla de Shanghái (1937), Japón se hace con el control de la ciudad y a partir de este momento la ciudad irá perdiendo paulatinamente su poder económico y financiero. La invasión japonesa dará comienzo a la II Guerra Mundial en Asia. Shanghái permanecerá bajo dominio japonés hasta el fin de la guerra, siendo durante este periodo un importante refugio de ciudadanos europeos.
La culminación del conflicto no supuso una mejora económica para Shanghái, pues le siguió la toma de poder por parte del partido comunista (1949), el cual redujo drásticamente todo comercio exterior, y produjo la huida del capital hacia Hong Kong.
En 1991, el gobierno central permitió a Shanghái iniciar la reforma económica. Desde entonces, el puerto de Shanghái se ha desarrollado a un ritmo creciente. Para el año 2005, se construyó un puerto de aguas profundas en la isla de Yangshan, un grupo de islas en la bahía de Hangzhou, unido a Shanghái por el puente Donghai. Este desarrollo permitió que el puerto superara las condiciones de aguas poco profundas en su ubicación actual y pueda competir con otro puerto de aguas profundas, el cercano puerto de Ningbo-Zhoushan.

## Zonas del puerto

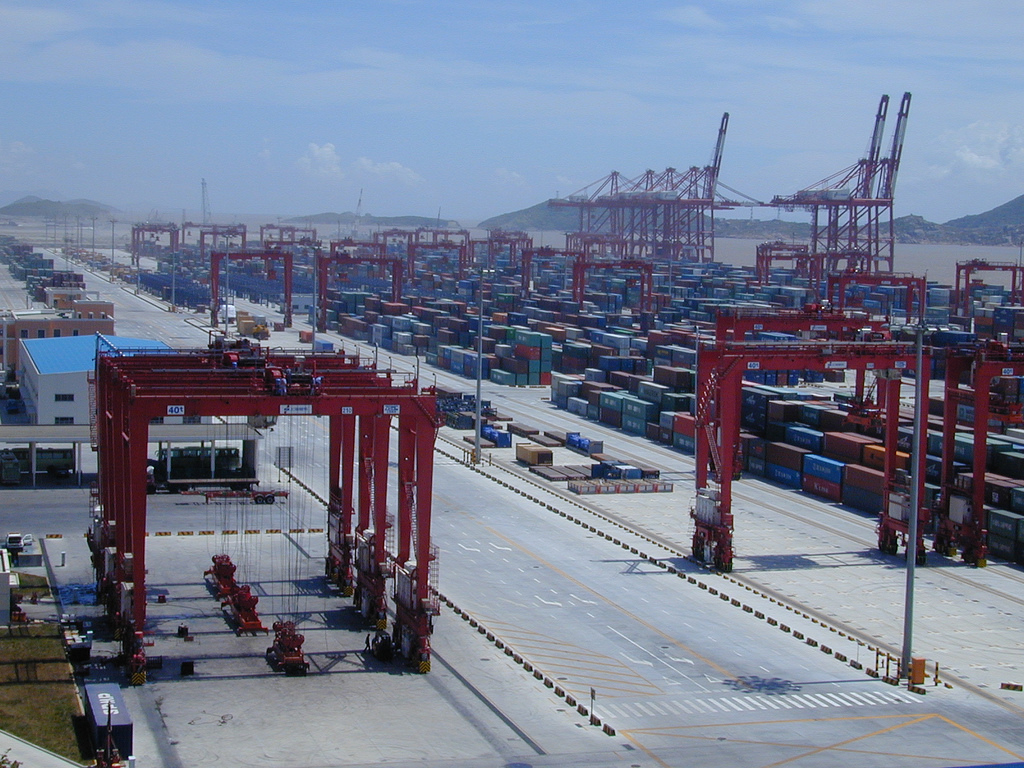
Puerto de gran calado Yangshan

El puerto de Shanghái es administrado por Shanghái International Port Group (SIPG), una empresa pública de la que el 45% de las acciones pertenecen al Gobierno Municipal de Shanghái. En cuanto a lo que tráfico de contenedores se refiere, se encuentra formado por otros tres puertos:
•	puerto de Wusongkuo (Wusong) 
•	puerto de Waigaoqiao 
•	puerto de aguas profundas de Yangshan 
El puerto de Shanghái además cuenta con una importante cantidad de terminales no destinados a contenedores. Sin embargo, puesto que juegan un papel regional y son los contenedores los que han encumbrado a Shanghái como uno de los mayores puertos a escala mundial, parece acertado centrarnos en esa parte. A pesar de ello, realizaremos una serie de apreciaciones:
También administrada por SIPG, se localiza en terminales dentro de los puertos de Wusongkuo, Waigaoqiao y Luojing. Se emplea como distribución hacia el interior, siendo un pilar del desarrollo económico de la región del Yangtzé. Entre sus terminales destacamos:
•	SIPG Coal Branch: encargada de transporta 30 millones de toneladas anuales de carbón, arena y grava.
•	SIPG Zhanghuabang Company: destinado al transporte de acero, hierro, mercancías pesadas, e, incluso, contenedores. Es una de las terminales mejor equipadas del puerto.
•	SIPG Jungong Road Branch: acero, hierro y vehículos son sus principales clientes.
•	SIPG Baoshan Terminal Branch: transporta y almacena tanto cargas a granel como contenedores.  
•	SIPG Longwu Branch 
•	SIPG Luojing Subsidiary Company: especializada en cargas a granel.
•	Shanghai Luojing Ore Terminals. Co., Ltd: transporta únicamente acero.

### Puerto de Wusongkou
Wusongkou, el puerto más antiguo de Shanghái, se encuentra en la desembocadura del río Huangpu en el Yangtzé. El puerto se encarga del comercio local, a lo largo de río Yangtzé, y es el principal puerto de pasajeros de la ciudad.
El puerto cuenta con una longitud de 2,3 km en el cual se albergan 10 atracaderos, 11 metros de calado y una superficie de 550 mil metros cuadrados para almacenar contenedores. 
Actualmente la ciudad de Shanghái, con el objetivo de conseguir una mejora medioambiental y aumento del turismo, está aplicando una política de recuperación de los espacios del río, la cual trae consigo, entre otras muchas cosas, un club náutico. Ello está ocasionando una disminución del puerto, lo que conlleva a que parte de la logística del puerto se desplace al aledaño Waigaoqiao. 

### Puerto Waigaoqiao
La zona Waigaoqiao se encuentra en el sur de la desembocadura del río Yangtzé, al norte de la denominada Pudong. El emplazamiento del puerto en esta zona es perfecto, pues se trata de la primera zona de libre comercio de China, y además se encuentra cercano al aeropuerto internacional de Pudong. Para evitar problemas de sedimentación de áreas, así como facilitar la construcción y mantenimiento de los embarcaderos, se decidió construir, las terminales 1, 2 y 3, paralelamente a la desembocadura, a una distancia de 250 metros de la orilla.
El puerto se encuentra dividido en un total de 5 terminales:
•	Terminal 1: Port of Shanghai Pudong International Container Terminals, Ltd. Cuenta con una longitud de 900 metros, con 3 embarcaderos, una profundidad de 12,8 metros y un total de 10 grúas para contenedores y 36 RTG. Su superficie de 500 mil metros cuadrados le permite albergar 30.000 TEU a la vez, y una capacidad anual de 1,8 millones de TEU.
•	Terminal 2 y 3: SIPG Zhendong Container Terminal Branch. Se trata de una continuación de la terminal 1, finalizada en 1997. Añade 1,6 km de puerto, con 5 embarcaderos, 10 grúas post-panamax y una superficie de 1,7 millones de metros cuadrados, manteniendo el calado anterior. 
•	Terminal 4: Port of Shanghai East Container Terminals Company, Ltd. Las terminales 4 y 5 se encuentran alejadas 7 km de las otras tres, siguiendo el cauce del río. La terminal 4, construida en 2002 goza de un calado de 14,2 metros, una longitud de 1,25 km entre los que se encuentran 4 embarcaderos principales. Gracias a sus 1,55 millones de metros cuadrados, sus 12 grúas pórtico para contenedores y sus 48 RTG consiguieron manejar 1 millón de TEU el primer año, aunque en la actualidad esa cantidad asciende a 3,63 millones.
•	Terminal 5: Port of Shanghai Mingdong Container Terminals, Ltd. Finalizada en 2005 se trata de una empresa conjunta entre SIPG y Hutchison Port Holdings Limited (HPH). Garantiza 14,2 metros de calado, y está equipada con 12 grúas para contendores a lo largo de sus 1.100 metros. Es capaz de albergar 120.000 contenedores.
La construcción del puerto de aguas profundas de Yangshan supuso la marcha de las empresas americanas, europeas y australianas. Pero, a pesar de ello, el tráfico de contenedores no menguó, es más, aumentó. Esto es debido a que el puerto de Waigaoqiao ha fomentado desde 2005 el comercio entre los países asiáticos, lo que ha supuesto un crecimiento de 19% entre los años 2005 y 2010, logrando 15’7 millones de TEU en 2010.

### Puerto de Yangshan
Fruto de la ambición, el afán de crecimiento y problemas de calado en los otros puertos que impedían la entrada de barco.
El emplazamiento del puerto fue elegido en las islas de Yangshan, localizadas en la bahía de Hangzhou, a unos 32 km del continente, las cuales cuentan con calados de entre 15 y 20 metros. Para salvar esa distancia se decidió a construir un puente, el puente de Donghai. Finalizado en diciembre de 2005, es el segundo puente más largo del mundo, y aunque en la mayor parte de su trayecto es un viaducto de nivel bajo, hay una zona en la cual el puente es atirantado, con el objetivo de permitir el tráfico de grandes embarcaciones. El puente comunica el puerto de Yangshan con el parque logístico Lingang, el cual ha favorecido enormemente. Aunque en un primer momento se decidió a allanar el relieve de las islas, finalmente se optó por emplazar el puerto en terreno ganado al mar. 
El puerto de Yangshan se está construyendo en cuatro fases. La primera de ellas, finalizada en 2004 y abierta a finales de 2005, consiguió los 15-16 metros de calado deseados, permitiendo el atraque de los mayores buques del planeta. Dotada con 10 grúas pórtico para contenedores y un área portuaria de 1.600.000 metros cuadrados, alcanzó en su primer año un tráfico de 2’2 millones de TEU. Posee una longitud de 1600 metros, lo que le permite atracar entre 5 portacontenedores a la vez.
Con la segunda y la tercera fase, construidas en 2006 y 2010 respectivamente, se ha aumentado el puerto significativamente. La primera de ellas añade 4 embarcaderos y sus 2,44 millones metros cuadrados le permiten manejar 4,5 millones de TEU anualmente. Las dos primeras fases, denominadas conjuntamente como Shanghai Shengdong International Container Terminals Co., Ltd, cuentan con una longitud total de 3000 metros, 34 grúas pórtico para contenedores y 120 RTG.
La tercera fase, es la más importante realizada hasta ahora. No solo alarga el puerto en 2,6 km, añadiendo 7 embarcaderos y una superficie de millones de metros cuadrados, sino que además aumento el calado máximo a 17,5 metros, lo que conlleva una adición anual de 5 millones de TEU. Junto con la futura cuarta fase conformarán la Shanghai Guandong International Container Terminal Co., Ltd.
Esperada para el año 2015, la cuarta y última fase incrementará la capacidad en 4 millones de TEU, y todas las fases juntas contarán con un total de 50 embarcaderos capaces de manejar 25 millones de contenedores al año. Eso es lo que se proyectó aunque los datos dan mejores resultados, ya en 2012 se movieron 14,15 millones de TEUs, un 52% más de lo previsto con las tres primeras fases del proyecto.

## Economía
El puerto de Shanghái es un centro de transporte de importancia crítica para la región del río Yangtze y la puerta de entrada más importante para el comercio exterior. Sirve a las provincias interiores desarrolladas del Yangtze:  Anhui, Jiangsu, Zhejiang y Henan, con una densa población, una base industrial fuerte y un desarrollado sector agrícola.[3]

## Datos
El trabajo conjunto de los tres puertos ha permitido a Shanghái auparse en la primera posición en cuanto a transporte de TEUS se refiere. Esa primera posición la logró en 2010, desbancando a Singapur, con 29,05 millones de TEU. Desde ese momento no ha dejado de crecer logrando en 2011 superar la cifra de 30 millones de TEU (31,74 millones), y en 2012 volvió a batir su propio record con 32,53 millones de contenedores. 
- 1984: 100 millones de toneladas métricas (mtm) movidas
- 1999: 186 mtm
- 2005: 443 mtm
- 2006: 537 mtm
- 2007: 561 mtm
- 2008: 582 mtm de carga y 28 millones de TEU[5]
- 2009: 590 mtm[5]

De acuerdo con las estadísticas de la Shanghai Internacional Port Group de 2010, el manejo de contenedores del puerto de Shanghái fue de 29,05 millones de contenedores estándar, ocupando el primer lugar en el mundo,y  superando al puerto de Singapur, que sigue siendo el primer puerto del mundo en el manejo de carga a granel.

Segun el informe de desarrollo del puerto de Shanghai (2020-2025), se estima que el puerto puede manejar hasta 30 barcos de gran tamaño (con longitud mayor a 250 metros) al mismo tiempo, y hasta 50 barcos medianos (con longitud entre 150 y 250 metros) al mismo tiempo.

## Comparación con los principales puertos mundiales
Comenzaremos hablando de los puertos de Shanghái, Singapur y Hong Kong, los tres puertos más importantes a escala mundial. En 2011, los tres representaron en su conjunto el 22,1 % del tráfico marítimo de los 50 puertos más importantes del mundo de 86 061 600 TEU. Esa cifra en 2012 registró un ligero incremento del 1.4% con respecto al año anterior, alcanzado los 87 303 300 TEU.
Como ya hemos comentado, en 2010 el puerto de Shanghái alcanzó el primer puesto como puerto con mayor tráfico de contenedores alcanzó los famosos 29,05 millones de TEU. Como anécdota podemos destacar que la cantidad de contenedores del mes de enero de 2012 es semejante a todos los del año 1998. Este crecimiento se debe tanto a la apertura comercial de China, como a su situación estratégica, cuestión que ya hemos tratado previamente.
Entre los 10 principales puertos a nivel mundial hay 7 situados en China, además de Shanghái y Hong Kong: Shenzhen, Ningbo-Zhoushan, Guangzhou, Qingdao y Tianjin. Los puertos chinos en el año 2012 aumentaron el tráfico de contenedores en un 8,1 %, moviendo algo más del 30 % del total mundial, unos 176 millones de TEU. De los cuales Shanghái representa el 18,4 %. 
Cabe destacar el crecimiento espectacular del puerto de Shenzen, ciudad cercana a Hong Kong, que en solo 30 años ha pasado de ser un puerto pesquero a mover más de 20 millones de TEU al año. El gobierno chino está invirtiendo mucho en este puerto, por lo que su crecimiento es mayor que el resto de puertos chinos, seis nuevas zonas portuarias ya se están construyendo entre Shenzhen y Hong Kong. Paralelamente, está proyectada la construcción de otras veinte nuevas zonas portuarias que provocarían la unión natural de Shenzhen y Hong Kong, colocando a Shenzhen en el número 1 del ranking mundial.